# Aleadryas rufinucha
Lo zufolatore nucarossiccia o campanaro nucarossiccia (Aleadryas rufinucha (Sclater, 1874)) è un uccello passeriforme, unica specie nota del genere Aleadryas Iredale, 1956.

## Etimologia
Il nome scientifico del genere, Aleadryas, deriva dall'unione delle parole greche αλεα (alea, "calore") e δρυας (dryas/druas, "driade"), col significato di "driade bruciata dal sole", in riferimento al rosso nella livrea: il nome della specie, rufinucha, deriva dal latino e significa "dalla nuca rossa", sempre in riferimento alla livrea.

## Descrizione

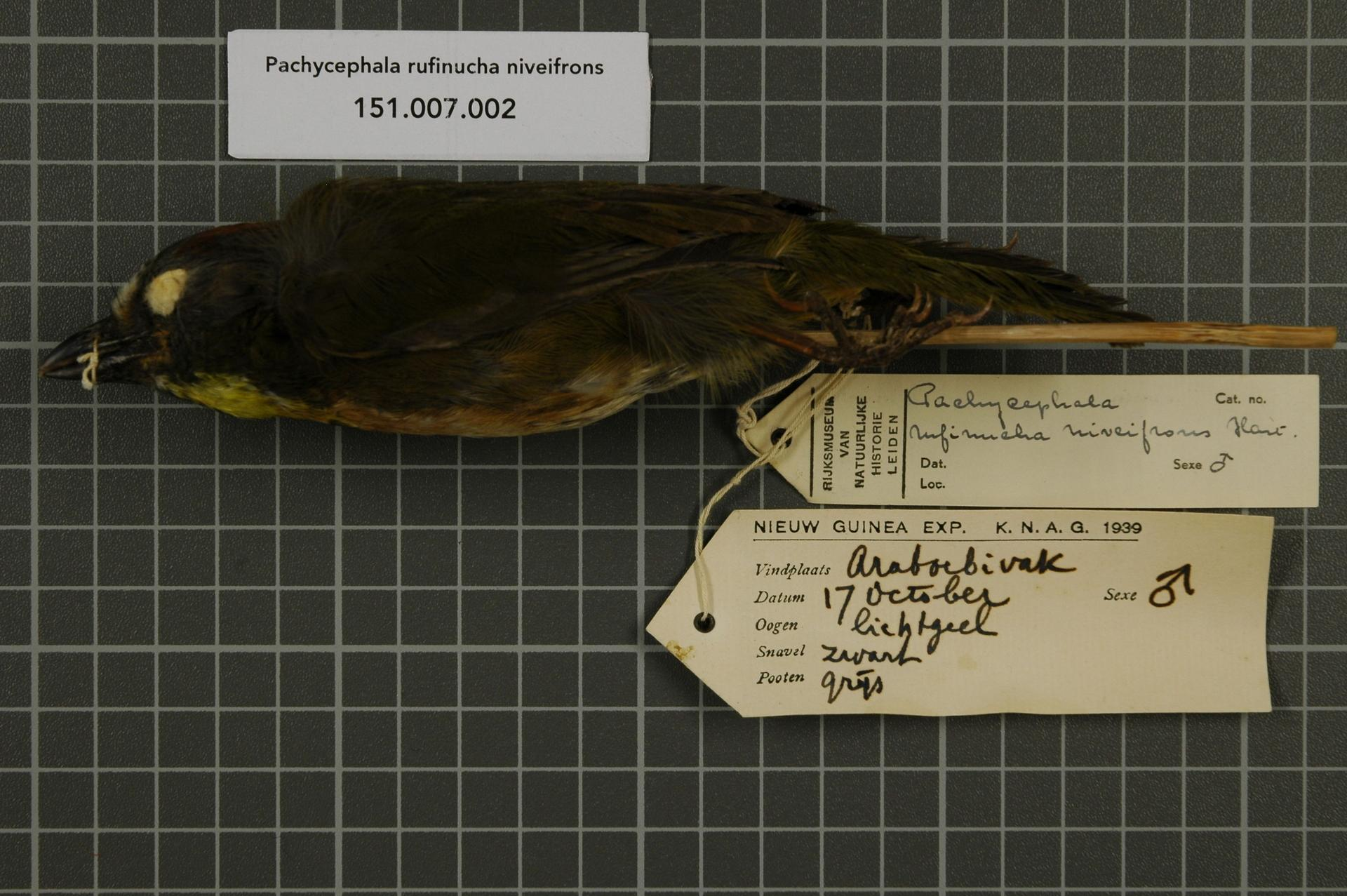
Maschio impagliato.

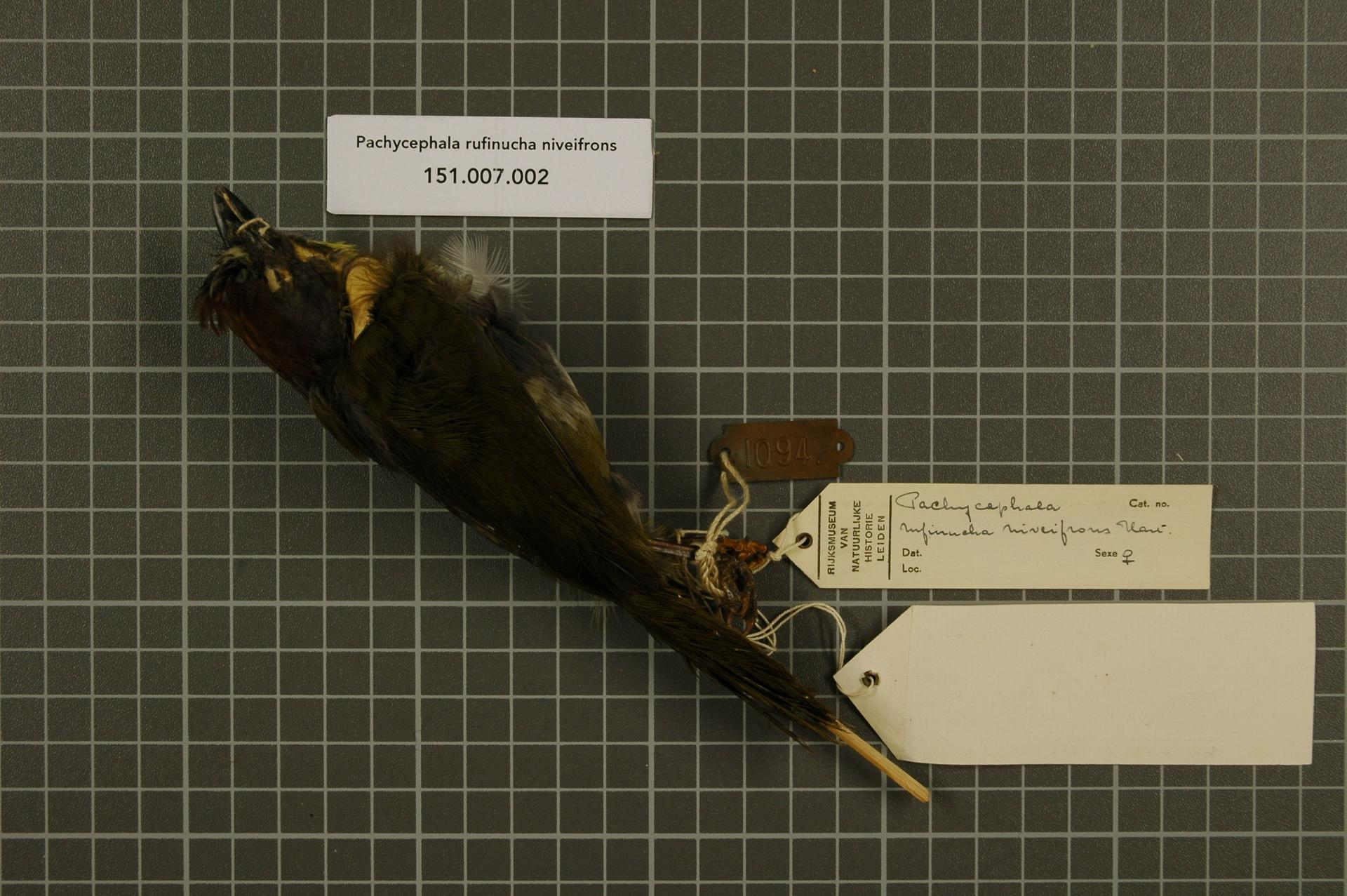
Femmina impagliata.

### Dimensioni
Misura 16,5–18 cm di lunghezza, per 38-42 g di peso.

### Aspetto
Si tratta di uccelli dall'aspetto robusto, muniti di testa arrotondata, ali appuntite, zampe forti e coda di media lunghezza e dall'estremità squadrata.
Il piumaggio è di colore grigio cenere sulla testa, mentre la gola è di color giallo limone ed il sottocoda e la parte centrale di petto e ventre sono di colore bianco candido, stesso colore dell'area della fronte attorno alle narici (che è più estesa nelle popolazioni della Nuova Guinea centrale): il resto del dorso e dell'area ventrale è di colore giallastro-olivaceo, più scuro sul dorso e con remiganti e coda più scure tendenti al grigio-nerastro. Nell'area di confine fra il bianco pettorale e ventrale ed il giallo-verdastro dei fianchi e dei lati del petto, i due colori si compenetrano formando pezzature. Sul vertice e la parte superiore della nuca è presente una caratteristica macchia di colore rosso mattone, alla quale la specie deve sia il proprio nome comune che il nome scientifico.
Il becco e le zampe sono di colore nerastro, mentre gli occhi sono piuttosto grandi e di colore giallo chiaro.

## Biologia
Si tratta di uccelli dalle abitudini di vita essenzialmente diurne, che si muovono perlopiù da soli o in coppie, passando la maggior parte della giornata alla ricerca di cibo al suolo o fra i cespugli.
Il richiamo di questi uccelli alterna note fischianti ad altre più aspre.

### Alimentazione
Lo zufolatore nucarossiccia è un uccello insettivoro, che si nutre perlopiù di insetti e vermi: sebbene non sia ancora stata osservata nel fare ciò, nelle aree dove la specie è diffusa si dice che essa sia in grado si sopraffare anche prede di una certa taglia. Questi uccelli possono inoltre sporadicamente nutrirsi di frutta e bacche.

### Riproduzione
I costumi riproduttivi di questi uccelli sono poco noti: si tratta di uccelli monogami, che sembrano potersi riprodurre durante tutto l'arco dell'anno. Essi costruiscono nidi a coppa fra i rami, utilizzando stecchetti e fibre vegetali, ed al loro interno depongono 2-4 uova grigio-azzurrino chiaro con rade pezzature bruno-giallastre.

## Distribuzione e habitat
La specie è endemica della Nuova Guinea, della quale occupa l'asse montuoso centrale, oltre al nord della penisola di Doberai, la penisola di Huon e le montagne Foja.
L'habitat di questi uccelli è rappresentato dalla foresta pluviale montana e dalla foresta nebulosa primaria e secondaria con denso sottobosco, fra i 1200 ed i 3600 m di quota (sebbene siano più comuni fra i 1400 ed i 2600 m).

## Tassonomia
Se ne riconoscono tre sottospecie:

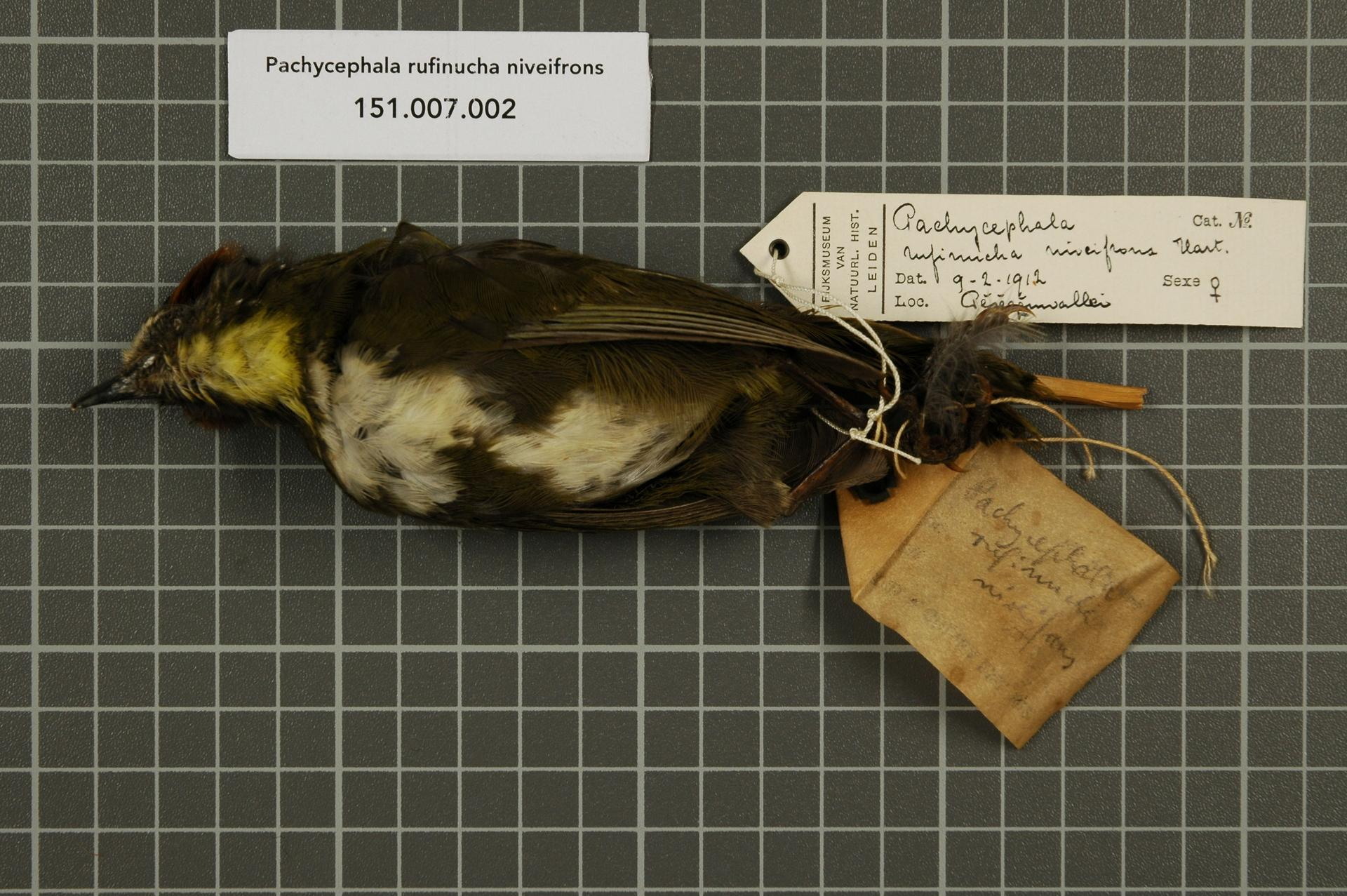
Femmina impagliata della sottospecie niveifrons.

- Aleadryas rufinucha rufinucha (Sclater, 1874) - la sottospecie nominale, endemica dei monti Arfak e dei monti Tamrau, nella penisola di Doberai;
- Aleadryas rufinucha niveifrons (Hartert, 1930) - diffusa nella porzione centrale dell'areale occupato dalla specie;
- Aleadryas rufinucha gamblei (Rothschild, 1897) - diffusa nella penisola Papua e nella penisola di Huon;

Alcuni autori riconoscerebbero una sottospecie lochmia, rappresentata dalle popolazioni della penisola di Huon e generalmente sinonimizzata con gamblei: lo stesso discorso vale per prasinonota dei monti Herzog.